# Gaetano De Rosa
Gaetano De Rosa (Düsseldorf, 10 maggio 1973) è un ex calciatore italiano, di ruolo difensore.

## Caratteristiche tecniche
Ricopriva la posizione di libero classico.

## Carriera
Nato a Düsseldorf, in Germania, ma di origine napoletana, rimane in Germania fino all'età di 10 anni, quando rientra, insieme alla famiglia, nella città partenopea. Comincia la sua carriera professionistica all'età di 19 anni, nel Napoli. Ha esordito il 16 maggio 1993 seguito da altre 2 presenze con i colori partenopei in massima serie.
Nel 1993 disputa due partite con la Nazionale Under-21.
Tra il 1993 e il 1994 e il 1996-1997 veste le casacche di Palermo (28 presenze con 2 gol), Savoia (53 presenze con un gol) per due anni non consecutivi, con una parentesi di un mese (agosto 1995) con una presenza nella Pistoiese.
Poi, dal 1997 al 2004, diventa una "colonna" del Bari con 210 presenze in maglia bianco-rossa, coronate con 12 gol.
Nel 2004-2005 si trasferisce alla Reggina di mister Mazzarri, collezionando 67 presenze e 6 gol (tra cui una doppietta contro il Cagliari).
Il 30 agosto 2006 passa al Genoa. Alla prima giornata di campionato con la maglia rossoblù segna una doppietta contro il Vicenza, seguita poi da un'altra contro il Mantova; sono otto il totale di reti stagionali. Al termine della successiva stagione in Serie A, durante la quale è sceso in campo sedici volte, lascia da svincolato la società ligure.
Il 10 settembre 2008 ha deciso di lasciare la carriera calcistica all'età di 35 anni.

### Dopo il ritiro
Dal 2018 al 2024 è stato direttore tecnico della scuola calcio Real Casarea a Casalnuovo di Napoli. Dal 2024 è direttore tecnico del progetto Alphacenter ad Afragola al Rione Salicelle.